# Дементьева, Елена Вячеславовна
Еле́на Вячесла́вовна Деме́нтьева (замужем — Афиногенова; род. 15 октября 1981, Москва) — российская теннисистка и телеведущая, заслуженный мастер спорта России. Олимпийская чемпионка 2008 года в одиночном разряде; серебряный призёр Олимпийских игр 2000 года в одиночном разряде.
Финалистка двух турниров Большого шлема в одиночном разряде (Открытый чемпионат Франции 2004 и Открытый чемпионат США 2004), победительница 22 турниров WTA (из них 16 в одиночном разряде), бывшая третья ракетка мира в одиночном разряде.
Финалистка двух турниров Большого шлема в парном разряде (Открытый чемпионат США 2002 и 2005), бывшая пятая ракетка мира в парном разряде; победительница Кубка Федерации в составе сборной России (2005). Кавалер трёх государственных орденов.

## Общая информация
Родилась в семье Вячеслава и Веры Дементьевых. У Елены есть брат Всеволод. Отец теннисистки по профессии инженер-электрик, а мать длительное время помогала дочери в подготовке к матчам и почти всю карьеру числилась её тренером.
Дементьева пришла в теннис в семь лет, когда после нескольких тренировок она была зачислена в секцию спортивного общества «Спартак». Первым её тренером была Рауза Исланова. С 1996 года Елена тренировалась в СО ЦСКА. Училась в московской спецшколе № 1225.
В 2005 году снялась в клипе российского певца Игоря Николаева «Как ты прекрасна». В октябре 2011 года стала телеведущей, сменив в роли интервьюера программы «Кухня» спутникового телеканала «КХЛ-ТВ» Марию Кожевникову. Позже сотрудничала с теннисной редакцией телеканалов «НТВ-Плюс», комментируя матчи на турнирах Большого шлема. Вела на той же телекомпании свою авторскую передачу «Вкус победы».
В 2015 году окончила Московский педагогический государственный университет по специальности «журналистика». Тема дипломной работы — «Особенности создания спортивных информационно-развлекательных программ на ТВ (на примере программ „Кухня“ и „Вкус победы“ с Еленой Дементьевой»). Владеет английским и французским языками.

## Личная жизнь
16 июля 2011 года Дементьева вышла замуж за хоккеиста Максима Афиногенова. У пары двое детей: дочь Вероника (род. 2014) и сын Сергей (род. 2016).

## Игровой стиль
В первой половине 2000-х годов многие специалисты отмечали, что слабым местом Дементьевой были психологическая неустойчивость и подача. В дальнейшем эти проблемы были в существенной степени преодолены. В то же время у теннисистки была хорошая физическая подготовка, благодаря чему она могла максимально активно действовать по всему корту даже во время очень продолжительных матчей.
Дементьевой была свойственна атакующая манера игры. Любимое покрытие — хард.

## Награды и звания
- Заслуженный мастер спорта России
- Орден Дружбы (19 апреля 2001) — за большой вклад в развитие физической культуры и спорта, высокие спортивные достижения на Играх XXVII Олимпиады 2000 года в Сиднее[15]
- Орден Почёта (2 августа 2009) — за большой вклад в развитие физической культуры и спорта, высокие спортивные достижения на Играх XXIX Олимпиады 2008 года в Пекине[16]
- Орден «За заслуги перед Отечеством» IV степени (7 ноября 2010) — за большой вклад в развитие физической культуры и спорта[17]
- Член Зала российской теннисной славы (с 2011 года)[18]

## Спортивная карьера

### Юниорские годы
Последовательно играя различные соревнования среди своих сверстниц Дементьева к 1995 году добралась до тура старших юниоров. Постепенно набираясь опыта в играх с более квалифицированными соперницами россиянка в марте 1996 года впервые достигла финала одиночного турнира (на соревновании G3 в Индонезии). За следующие четырнадцать месяцев Дементьева всё чаще играла на подобных турнирах, постепенно поднимаясь в рейтинге и играя всё более статусные турниры. В мае 1997 года она впервые играла на турнирах G1 и GA, вместе с Анастасией Мыскиной добравшись до парного полуфинала в Милане, а также дебютировав на Открытом чемпионате Франции. В конце года они помогли национальной команде победить в юниорском Кубке Федерации, а также дошли до финала парного турнира G1 в академии Ника Боллетьери. Завершился сезон-1997 для Дементьевой на Orange Bowl, где она смогла добраться до полуфинала.
В 1998 году участие Дементьевой в юниорских турнирах было более выборочным: был сделан упор на несколько крупных турниров. На первом из них — на Ролан Гарросе — она одинаково успешно выступила в обоих разрядах, добравшись до полуфинала одиночного турнира и, в дуэте с соотечественницей Надеждой Петровой, сыграв в титульном матче парного турнира. На чемпионате Европы Дементьева добралась до двух полуфиналов (в паре ей помогала Мыскина). Последним крупным юниорским стартом года и карьеры стал Orange Bowl: Дементьева последовательно выиграла все шесть матчей одиночного турнира и завоевала титул; были обыграны Ким Клейстерс и Надежда Петрова. Данный результат позволил Дементьевой подняться на четвёртую строчку одиночного рейтинга и, фактически, завершить карьеру в данных турнирах.

### Карьера во взрослом туре
1995-99
Дебютировала во взрослом туре в конце октября 1995 года: приняла участие в московском 10-тысячнике ITF и смогла выиграть матч. В 1996 году было сыграно четыре турнира и добыт первый титул; год спустя на парных турнирах в дуэте с Анастасией Мыскиной выиграла 12 матчей подряд и завоевала три титула.
В 1998 году Дементьева получила статус профессионального игрока. В июле прошла квалификацию на турнире WTA: в Праге, а затем в первом раунде основы два сета уступила Амели Моресмо. Полтора месяца спустя дебютировала в квалификации турнира Большого шлема: на Открытом чемпионате США. До конца сезона прошла квалификацию на Кубке Кремля, обыграв двух игроков топ-50, добралась до четвертьфинала 50-тысячника в Пуатье. За год отыграла более 150 позиций в рейтинге и вошла в топ-200.
В 1999 году Дементьева вновь значительно продвинулась в рейтинге: в конце января впервые пробилась в основу турнира Большого шлема, пройдя квалификацию на Открытый чемпионат Австралии, затем выиграла один матч в основе. До летнего грунтового сезона Дементьева в основном набирала очки за счёт участия в квалификациях турниров WTA К середине лета постепенно приблизилась к первой сотне рейтинга: добытый четвертьфинал соревнования в Ташкенте и полуфинал турнира в Палермо позволили ей набрать достаточно очков, чтобы уже на Открытом чемпионате США сразу сыграть в основном турнире, где она прошла в третий круг.
До конца сезона закрепилась в седьмом десятке одиночного рейтинга. В сентябрьском финале Кубка Федерации капитан сборной России Константин Богородецкий поставил самую молодую теннисистку команды на все матчи встречи против сборной США. Дементьева принесла единственное очко гостям, переиграв в одном из уже ничего не решавших матчей Винус Уильямс.
2000-2003
В 2000 году Дементьева во второй раз подряд добиралась до третьего круга на турнире Большого шлема, пару месяцев спустя на связке американских хардовых турниров 1-й категории вышла в полуфинал в Индиан-Уэлсе и четвёртый круг в Майами. На грунте Дементьева отметилась четвертьфиналом на крупном турнире в Берлине, а травяной сезон из-за небольших проблем со здоровьем ограничился одним матчем.
На американской хардовой серии Дементьева сначала дошла до полуфинала в Манхеттен-Бич, а затем вышла в полуфинал Открытого чемпионата США и финал Олимпиады. Подобные успехи позволили Дементьевой к концу года пробиться в число участниц Итогового турнира, где она вышла в полуфинал и отметилась победой над Линдсей Дэвенпорт, которой ранее уступила все пять встреч в официальных матчах. Год позволил значительно улучшить место в рейтинге и завершить сезона 12-й ракеткой мира.
В 2001 году Дементьева закрепилась в топ-20. К концу сезона вновь отобралась на итоговое соревнование. На мартовских хардовых турнирах дошла до четвертьфинала и полуфинала. В паре в сентябре впервые сыграла на турнире Большого шлема, месяц спустя вместе с Линой Красноруцкой дошла до финала на Кубке Кремля.
В Кубке Федерации выиграла все свои пять матчей, но в финале уступила Ким Клейстерс, и именно этой победы не хватило россиянкам для титула.
В 2002 году Дементьева сохранила место в топ-20, вновь участвовала на Итоговом турнире. Вместе со словачкой Жанеттой Гусаровой в паре взяла четыре титула. Один из титулов пришёлся на итоговое соревнование, а одно из поражений — на финал Открытого чемпионата США. Эта серия успехов позволила закончить год шестой ракеткой мира в парном рейтинге (единственный раз за карьеру год в парном разряде оказался удачнее года в одиночном).
В 2003 году Дементьева выиграла свой первый одиночный титул (на зелёном грунте в Амелия-Айленде). К концу года улучшила результаты и вошла в топ-10.Выиграла два титула (в Шанхае и на Бали),. В парном разряде к февралю распался дуэт с Гусаровой, после чего Дементьева некоторое время играла парные соревнования как второстепенные, но к грунту все более регулярно стала вновь играться пара с Линой Красноруцкой: они выиграли турнир в Хертогенбосе, несколько раз дошли до поздних стадий более крупных соревнований (включая полуфинал Уимблдона). Осенью парные выступления практически прекратились.
2004-2005
В 2004 году лишь раз до второй половины марта она смогла выиграть на одном турнире более одного матча. На турнире в Майами Дементьева дошла до финала, обыграв Винус Уильямс и Надежду Петрову. В конце мая на Ролан Гарросе вместе с Анастасией Мыскиной обеспечила первый чисто российский финал турнира Большого шлема в женском одиночном разряде, переиграв по пути к этому Амели Моресмо и Линдсей Дэвенпорт. Травяной сезон свёлся к одному матчу.
Летом Дементьев пыталась подойти на пике спортивной формы к олимпийскому турниру, но не смогла это сделать: дойдя в июле до двух полуфиналов на турнирах в Карсоне и Сан-Диего, в августе проиграла сначала в первом круге канадского турнира первой категории, а затем и в Афинах. Вернувшись в США, она уже на первом турнире вновь дошла до полуфинала, а на Открытом чемпионате США обеспечила второй российский финал турниров Большого шлема. Светлана Кузнецова оказалась сильнее в финале со счётом 6:3, 7:5.
В конце сезона Дементьева выигрывает турнир в Хасселте, играла в финале Кубка Кремля и полуфинале турнира в Цюрихе. На итоговом соревновании уступила все матчи на групповом этапе (особенно неудачен был матч против Линдсей Дэвенпорт, где удалось взять лишь один гейм). Парная часть сезона принесла дебют на Олимпийских играх, а также продуктивное сотрудничество с Ай Сугиямой: дуэт отметился в полуфиналах на Открытом чемпионате США и в Москве.
В 2005 году Дементьева сохранила свои позиции в первой десятке одиночного рейтинга. Число проигранных финалов на турнирах WTA к концу сезона достигло десяти. На турнирах Большого шлема в четвёртый раз за карьеру достигла полуфинальной стадии (в третий раз это произошло на Открытом чемпионате США). В паре летом, во время североамериканской хардовой серии с Флавией Пеннеттой выиграла турнир в Карсоне, затем дошла до финала на Открытом чемпионате США.
В составе сборной России победила в финале Кубка Федерации.
2006-2010
В феврале 2006 на соревнованиях в Токио Дементьева впервые выиграла соревновании высшей категории регулярного тура, обыграв Хингис 6:2, 6:0. На Уимблдоне дошла до четвертьфинала. В парном разряде в этом сезоне завершилось сотрудничество с Флавией Пеннеттой: последним крупным успехом пары стал финал турнира в Берлине.
В 2007 году Дементьева провела большую часть сезона во второй десятке и впервые за восемь лет не попала на итоговый турнир. Победила, в третий раз дойдя до финала Кубка Кремля.
В 2008 году Дементьева поднялась на свои позиции в топ-10, пять раз побывала в финалах турниров WTA (три титула), выиграла семнадцать матчей на турнирах Большого шлема (ни разу не уступив раньше четвёртого круга). В августе в третий раз приняла участие в Олимпийских играх, где завоевала золотую медаль, обыграв Динару Сафину. В конце года сыграла на итоговом турнире, где дошла до полуфинала.
В 2009 году, сотрудничала с Андреем Ольховским. Сезон начался с серии из пятнадцати побед подряд, однако в полуфинале Открытого чемпионата Австралии Дементьева уступила Серене Уильямс. Летом потерпела несколько болезненных поражений: на турнире в Стэнфорде она смогла в полуфинале взять лишь гейм у Винус Уильямс, пару недель спустя на аналогичной стадии был проигран матч Елене Янкович; на тай-брейке решающего сета соперница отыграла несколько матчболов подряд. На Открытом чемпионате США Дементьева уже во втором круге уступила Мелани Уден.
В конце года Дементьева была близка к своему второму подряд полуфиналу на итоговом турнире, но в решающем матче проиграла не имевшей турнирной мотивации Светлане Кузнецовой.
В 2010 году Дементьева провела свой последний сезон в профессиональном туре. Она третий год подряд сохранила место в числе десяти сильнейших теннисисток мира. Несколько отказов из-за проблем со здоровьем привели к тому, что Дементьева взяла паузу в выступлениях и впервые за более чем 11 лет пропустила один из турниров Большого шлема. В мае дошла до полуфинала Открытого чемпионата Франции, где из-за болей в левой икроножной мышце вынуждена была прекратить борьбу досрочно.
В конце октября, по окончании своего последнего матча на итоговом турнире, Дементьева объявила о завершении профессиональной карьеры.

Это очень эмоциональное решение. Думаю, что на это сложно отважиться любому спортсмену. Я приняла его в начале этого сезона, после чего было очень тяжело играть. Я приезжала на турнир и знала, что это в последний раз. Это был совершенно особенный год, очень эмоциональный. Сейчас мне очень грустно…

### Карьера в сборной и на национальных турнирах
Дементьева трижды отбиралась на теннисный турнир Олимпиады: в 2000-м, 2004-м и 2008-м годах. На сиднейском турнире она, будучи 17-й ракеткой мира, неожиданно для многих добралась до финала, воспользовавшись неудачами более рейтинговых конкуренток. В финале россиянка сыграла со второй ракеткой турнира — американкой Винус Уильямс, уступив ей 2:6, 4:6. Четыре года спустя афинский турнир прошёл между двух финалов турниров Большого шлема Елены. Проявить себя как в Австралии не удалось — уже в первом круге москвичка уступила Алисии Молик, позже добравшейся до полуфинала и выигравшей матч за бронзовую медаль. На этом же турнире состоялось единственное участие Дементьевой в олимпийском турнире среди пар: как и в одиночном разряде первый же матч стал последним — Елена и Анастасия Мыскина уступают японской паре, которая также позже добирается до полуфинала. Последнее участие россиянки в олимпийском турнире состоялось на пекинских играх: удачно подойдя к летней части сезона, Елена вышла на пик формы к Олимпиаде. Выиграв один за другим шесть матчей, она становится золотой медалисткой турнира. В четвертьфинале обыграна Серена Уильямс, а в финале — Динара Сафина.
Дементьева была заиграна за сборную России в Кубке Федерации, участвуя в матчах турнира в 1999, 2001-03, 2005-06 и 2009-10 годах. За это время москвичка приняла участие в 18 матчевых встречах, сыграв 27 одиночных и 8 парных матчей, в которых суммарно были одержаны 26 побед. Трижды ей доверяли право принять участие в финалах этого турнира, когда сборная выходила в эту стадию. В 1999 году, в своём лишь третьем матче в турнире, 17-летняя Елена принесла россиянкам единственную победу в финале того турнира против американок. Шесть лет спустя Дементьева вновь была главной силой команды в титульном матче: москвичка единственная смогла выиграть одиночные матчи во встрече против француженок, а в решающей паре, при содействии Динары Сафиной, принесла россиянкам и решающее очко.
Дементьева принимала участие и в ещё одном командном турнире: в 2010 году она принимала участие в пертском Кубке Хопмана. Елена и Игорь Андреев не смогли даже выйти из группы, выиграв лишь одну матчевую встречу (победа пришлась на встречу против немцев, где Елена потерпела своё единственное поражение в одиночном матче).

## Выступления на турнирах
- 4-кратная финалистка турниров Большого шлема (2 раза в одиночном разряде и 2 раза — в парном).
- Олимпийская чемпионка 2008 года и серебряный призёр Олимпийских игр 2000 года в женском одиночном разряде.
- Обладательница Кубка Федерации 2005 года в составе сборной России.
- Экс-третья ракетка мира в одиночном и экс-пятая ракетка мира в парном рейтинге.
- Победительница 22 турниров WTA (16 — в одиночном разряде).
- Победительница одиночного турнира Orange Bowl-1998.
- Финалистка 1 юниорского турнира Большого шлема в парном разряде (Открытый чемпионат Франции-1998).
- Полуфиналистка 1 юниорского турнира Большого шлема в одиночном разряде (Открытый чемпионат Франции-1998).
- Полуфиналистка одиночного турнира Orange Bowl-1997.
- Экс-4-я ракетка мира в юниорском одиночном рейтинге.